# San Vito al Torre
San Vito al Torre là một đô thị ở tỉnh Udine trong vùng Friuli-Venezia Giulia thuộc Ý, có cự ly khoảng 45 km về phía tây bắc của Trieste và khoảng 20 km về phía đông nam của Udine. Tại thời điểm ngày 31 tháng 12 năm 2004, đô thị này có dân số 1.359 người và diện tích là 11,6 km².
Đô thị San Vito al Torre có các frazioni (đơn vị cấp dưới, chủ yếu là các làng) Crauglio and Nogaredo.
San Vito al Torre giáp các đô thị: Aiello del Friuli, Campolongo al Torre, Chiopris-Viscone, Medea, Palmanova, Romans d'Isonzo, Tapogliano, Trivignano Udinese, Visco.